# Adam Elliot
Adam Elliot, né le 2 janvier 1972 à Berwick, est un réalisateur australien de cinéma d'animation. Il réalise des films d'animation en volume.

## Biographie

### Jeunesse
Son père est un ancien clown acrobate devenu éleveur de crevettes. Adam Elliot souffre de tremblement physiologique, une maladie héréditaire.

### Carrière et influences
Il se dit influencé par les photographies de Diane Arbus, les films d'animation de Jan Švankmajer et par Elephant Man de David Lynch. Les critiques ont salué son monde poétique à la fois cocasse et émouvant, et son travail d'animation qui « exacerbe, avec un beau sens du détail évocateur, la poésie tragique et l'humour désespéré ».
Il remporte le Cristal du long métrage du festival du film d'animation d'Annecy en 2009 pour son premier long-métrage, Mary et Max, puis à nouveau en 2024 pour son second, Mémoires d'un escargot (Memoir of a Snail).

### Vie privée
Il fait son coming out gay à l'âge de 24 ans.

## Filmographie
Sauf indication contraire, les informations mentionnées dans cette section peuvent être confirmées par la base de données cinématographiques IMDb,  présente dans la section « Liens externes ».

### Courts-métrages
- 1996 : Uncle
- 1998 : Cousin
- 1999 : Brother
- 2003 : Harvie Krumpet
- 2015 : Ernie Biscuit

### Longs-métrages
- 2009 : Mary et Max (Mary and Max)
- 2024 : Mémoires d'un escargot (Memoir of a Snail)

## Distinctions

### Récompenses
- Australian Film Institute Awards 1997 : Meilleur court métrage d'animation pour Uncle
- Australian Film Institute Awards 1999 : Meilleur court métrage d'animation pour Cousin
- Festival international du film de Chicago 2000 : Plaque d'argent du meilleur court métrage d'animation pour Brother
- Australian Film Institute Awards 2000 : Meilleur court métrage d'animation et meilleur scénario de court métrage pour Brother
- Festival international du film d'animation d'Annecy 2003 : Prix spécial du jury, Prix du public, Prix Fipresci pour Harvie Krumpet
- Festival international du film fantastique de Sitges 2003 : Meilleur court métrage d'animation pour Harvie Krumpet
- Australian Film Institute Awards 2003 : Meilleur court métrage d'animation pour Harvie Krumpet
- Festival de Sundance 2004 : Mention spéciale pour Harvie Krumpet
- Oscars 2004 : Oscar du meilleur court-métrage d'animation pour Harvie Krumpet
- Berlinale 2009 : Mention spéciale de l'Ours de cristal pour Mary & Max
- Festival international du film d'animation d'Annecy 2009 : Cristal du long métrage pour Mary & Max
- Festival international du film d'animation d'Annecy 2024  : Cristal du long métrage pour Mémoires d'un escargot
- Festival international du film fantastique de Sitges 2024 : Prix Anima't du meilleur film d'animation pour Mémoires d'un escargot

### Nominations
- Australian Film Institute Awards 1999 : Meilleur scénario de court métrage pour Cousin
- Australian Film Institute Awards 2009 : Meilleur film, meilleur scénario original, meilleur décors pour Mary & Max
- Golden Globes 2025 : Golden Globe du meilleur film d'animation pour Mémoires d'un escargot
- Oscars 2025 : Oscar du meilleur film d'animation pour Mémoires d'un escargot
- Annie Awards 2025 : Meilleur film indépendant, meilleur scénario pour Mémoires d'un escargot